# 13
 For alternative betydninger, se 13 (flertydig). (Se også artikler, som begynder med 13)
| 13                 |
| ------------------ |
| Dødsfald - Fødsler |
|                    |

| Gregoriansk kalender | 13 XIII                 |
| Ab urbe condita      | 766                     |
| Armensk kalender     | I/T                     |
| Kinesiske kalender   | 2709 – 2710 壬申 – 癸酉 |
| Etiopisk kalender    | 5 – 6                   |
| Jødisk kalender      | 3773 – 3774             |
| Hindukalendere       |                         |
| - Vikram Samvat      | 68 – 69                 |
| - Shaka Samvat       | N/A                     |
| - Kali Yuga          | 3114 – 3115             |
| Iransk kalender      | 609 BP – 608 BP         |
| Islamisk kalender    | 628 BH – 627 BH         |